# Wałutino (przystanek kolejowy)
Wałutino (ros. Валутино) – przystanek kolejowy w miejscowości Smoleńsk, w obwodzie smoleńskim, w Rosji.